# Гуттен-Чапский, Богдан

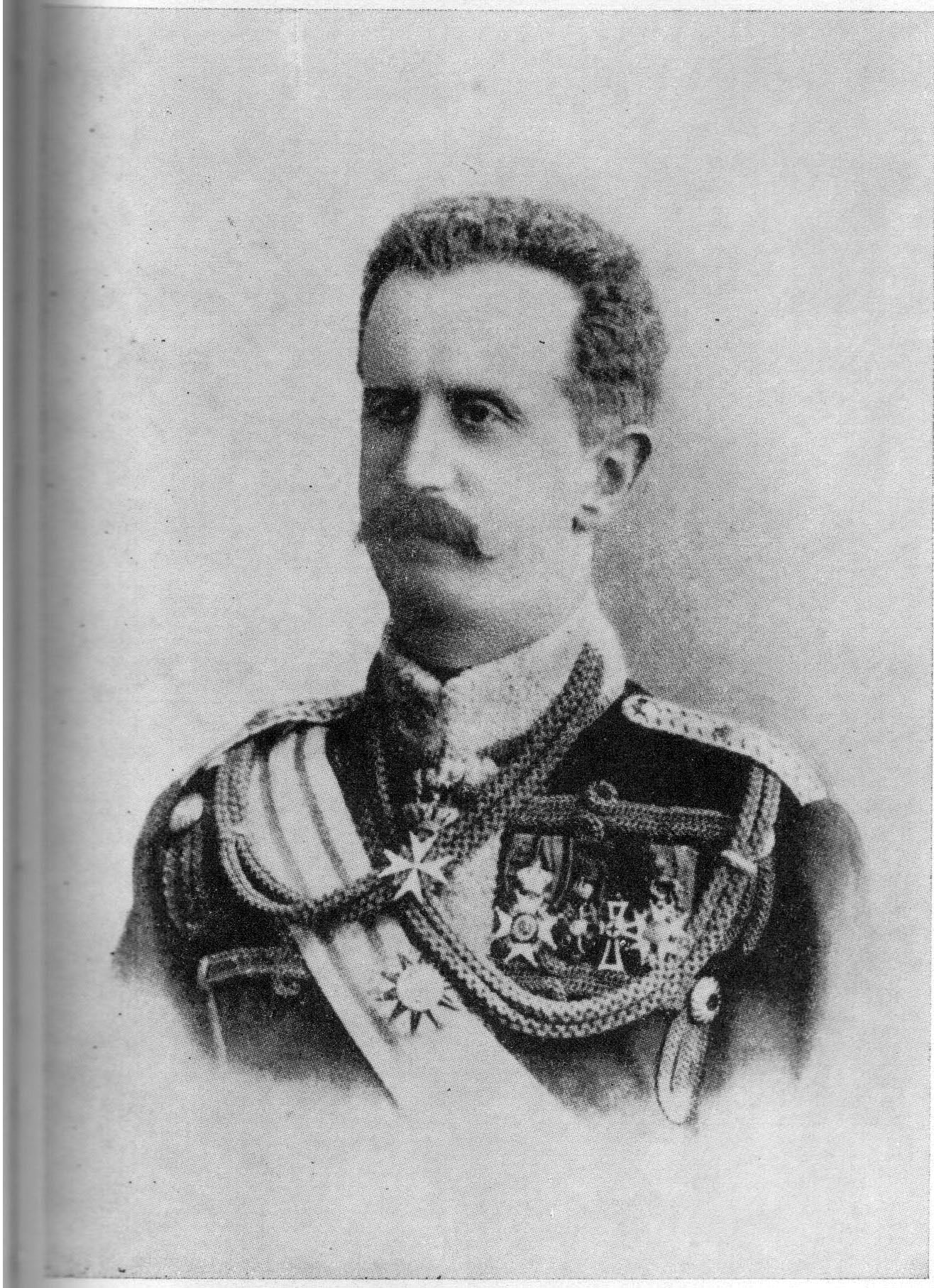
Граф Богдан Гуттен-Чапский, около 1891 года

Граф Богдан Франтишек Серваций Гуттен-Чапский (пол. Bogdan Franciszek Serwacy Hutten-Czapski ; 13 мая 1851, Смогулец — 7 ноября 1937, Познань) — прусский государственный деятель, бургграф Кайзеровского замка в Познани, куратор Варшавского университета (1915—1918), президент Союза Польских Рыцарей Мальты (1926—1937), владелец Смогулецкой ординации в Великопольском воеводстве, почётный доктор Варшавского университета и Варшавского политехнического университета.

## Семья
Представитель польского дворянского рода Чапских герба «Лелива». Единственный сын графа Юзефа Наполеона Гуттен-Чапского (1797—1852) и Элеоноры Лары Чарнецкой (1815—1875).
Чапские — старая поморская дворянская семья, взявшая фамилию из своих имений Чапле (светский повет) или Чапельки в том же повете, где она появилась в XIV веке. Когда семья стала одной из самых значительных и самых богатых в Королевской Пруссии, часть потомков рода приобрела в XVIII веке прозвище «Гуттен» и разумного начала нельзя достичь постоянства в предполагаемое происхождение от старого дворянства фон Гуттен, которой боковая ветвь должна была поселиться в Польше в начале XIV века и взять на звание «Чапские» — как перевод немецкого Hut (шапка, шапка) — тогда как фамилия Чапский на самом деле происходит от названия села Чапле или Чапельки. Среди Чапских было 13 сенаторов и Речи Посполитой, много каштелянов разных местностей в Померании и в Королевской Пруссии, несколько воевод и епископов, 6 кавалеров Ордена Белого Орла и 3 кавалера Ордена Virtuti Militari (среди них: отец Богдана).
Тесно связанные с Веттинами, они были противниками фамилии Чарторыйских, позже сторонниками Барской конфедерации. После разделов Речи Посполитой Гуттен-Чапские получили графские титулы в Пруссии, подтвержденные затем в России. Богатейшей была белорусская линия семьи, которая унаследовала часть имущества Радзивиллов в Великом Княжестве Литовском, в частности, Кейданы (конфискованы царскими властями в 1864 году за участие владельца, Марьяна Чапского, в Январском восстании). С 1923 года существует семейное объединение. В Кракове Чапские основали музей Чапских (часть Национального музея в этом городе). Наиболее выдающиеся потомки рода во второй половине XX века были публицист и художник Юзеф Чапский и его сестра Мария Чапская, историк литературы.
Богдан Чапский был единственным сыном неслыханно колоритной фигуры из первой половины XIX века, Юзефа Наполеона Чапского и дочери генерала Мельжинского Элеоноры (Лауры), первым мужем которой был поэт Кароль Чарнецкий, наследницы Смогульца. Отец умер от холеры, когда Богдану был год. Мать имела обширные связи при дворе в Берлине и получила для сына в 1861 году наследственный прусский графский титул и превращение Смогульца в родовую ординацию.

## Юность и первые шаги в европейских дворах
Первые учения Богдан Чапский получил в Познани, где его частным гувернером был Людовик Кенигк, ранее библиотекарь Тита Дзялинского в Курнике. В 1862—1865 годах мать находилась по состоянию здоровья в Италии, где Богдан еще маленьким мальчиком научился свободно говорить по-итальянски, затем мать перевела его в школы в Швейцарии и Франции, где он прошел обучение в лицее Бонапарта в Париже. Летний сезон всегда проводился на курортах Германии, в основном в Бад-Швальбахе, где графиня Чапская подружилась с Августой Саксен-Веймарской, женой будущего прусского короля и германского императора Вильгельма I. Во время войны 1870—1871 годов Гуттен-Чапский покинул Францию и отправился в Рим, где был представлен папе римскому Пию IX, который наделил его добротой и почти дружбой; в эти годы Чапский был постоянным посетителем папских салонов, он был свидетелем падения Папской области и добровольного объявления папой себя «узником Ватикана». Отношения в Италии, которые Чапский тогда установил, были ему впоследствии весьма полезны в его «тайной дипломатии» и при посредничестве между различными канцлерами Второго Рейха и Ватиканом.
В 1871 году Богдан Чапский вернулся в Германию, поступил на юридический факультет в Вене, Берлине и Гейдельберге и закончил его в 1875 году, сдав экзамен на судебный референдум. Он хотел позже поступить в медицинский институт, но от намерения пришлось отказаться, попав в водоворот политики, он оставался лишь пожизненным членом правления Немецкого общества борьбы с раком. Во время учебы в столице Германии он получил приглашение ко двору императорской четы Вильгельма и Августы, которая, зная его с детства, была к нему очень доброжелательна — ведь он был, кроме изрядно потрепанных берлинских Радзивиллов, едва ли не единственным польским магнатом, который был верен Гогенцоллернам. Император отговорил его от карьеры в судебной системе и рекомендовал в армию, но и там Чапский столкнулся с враждебностью влиятельного генерал-фельдмаршала Альфреда фон Вальдерзее и всей офицерской клики прусских юнкеров, не допускавших поляков к более высоким чинам в армии, а затем и недоверие к Бисмарку и Вильгельму II, так что после многих лет службы Чапский дослужился лишь до звания майора гусарского полка.

## Годы секретной дипломатии
Первую секретную миссию Чапский получил в 1890 году, когда немецкие власти решили отказаться от бисмарковской политики Kulturkampf и сблизиться с Ватиканом с целью постепенного подписания конкордата. Его отправили в Рим с задачей прозондировать настроения при папском дворе. Следующие два года он работал сначала — без официального положения, в качестве «наблюдателя» — в немецком посольстве в Париже, где послом был будущий рейхсканцлер принц Гогенлоэ, с которым Чапский имел тесную дружбу, и первым секретарем был следующий канцлер Бернгард фон Бюлов. От князя Гогенлоэ Чапскому было поручено поддерживать связи и изучать настроения не только среди правящих республиканцев, но и среди известных ему с юности бонапартистов и легитимистов. Большую помощь ему оказал граф Гвидо Хенкель фон Доннерсмарк, много лет проживающий в Париже, которого Чапский высоко ценил до конца жизни, выражая восхищение и уважение его жене Терезе, primo voto маркиза де Пайва, бойкотировавшей дамами из парижского общества. Затем его перевели в Страсбург, где он был адъютантом рейхс-губернатора фельдмаршала Мантейфеля. Затем он получил очень важное разведывательное задание — германский генеральный штаб, потихоньку готовясь к войне, отправил его в путешествие по русским и австрийским разделам для расследования настроений и отношений (1892 г.).
В 1894 году друг Чапского князь Хлодвиг Гогенлоэ стал рейхсканцлером, а Чапский вместе со своим хорошим другом, «серым кардиналом» германского министерства иностранных дел бароном Гольштейном стал главным советником канцлера по внешней и церковной политике и во многом повлиял на то, что прусская правительство согласилось передать Познань-Гнезно, столицу архиепископа, поляку Флориану Стаблевскому. Чапский также выступил посредником между Берлином и Ватиканом в запутанном деле о заполнении епископата в Страсбурге. После смерти Стаблевского (1906 г.) гнезненская кафедра в течение 8 лет оставалась вакантной, Чапский поддержал кандидатуру Эдуарда Ликовского, на выдвижение которого Берлин не хотел соглашаться.
В 1895 году Богдан Чапский был назначен потомственным членом Прусской палаты лордов, где он принадлежал к «Новой фракции», считавшейся либеральной. В делах Познанского он не был согласен с политикой «польского кружка», но инициировал активные действия в период борьбы с законом об экспроприации поляков, сумел создать блок противников закона в Палата, в том числе Гвидо Доннерсмарк, принц Пщины, Ганс Генрих XV и принц Силезии в Трахенберге, фон Гацфельдт.
31 июля 1914 года разразилась Первая мировая война. Германский император Вильгельм II вызвал к себе Богдана Чапского и сказал ему (перевод В. Дворжачека): Я решил, если Бог дарует победу нашему оружию, восстановить в связи с нами Польское государство, которое навсегда защитило бы Германию от России (по-немецки — Es ist Mein Entschluss, Falls Gott der Herr unseren Waffen den Sieg verleiht, einen selbständigen polnischen Staat wiederherzustellen, mit welchem im Bunde Deutschland für immer gegen Russland gesichert sein würde). В то же время император заявил, что накануне вечером он уже отправил телеграмму папе римскому с просьбой назначить Эдварда Ликовского архиепископом Гнезненским и Познанским. Началась важнейшая фаза деятельности Чапского.

## Первая мировая война

### Первый год
В начале войны Чапский был прикомандирован к германскому генеральному штабу, возглавляемому Паулем фон Гинденбургом и Эрихом Людендорфом, в качестве политического писаря по восточным делам — оба генерала, не предвидя такой быстрой победы Германии, как она имела место, планировали возможную антироссийскую войну в Царстве Польском и хотели воспользоваться связями Богдана Чапского и авторитетом Эдварда Ликовского как примаса Польши. Позже, назначенный в штаб Августа фон Макензена, Богдан Чапский стал свидетелем захвата Лодзи и Ленчицы после победы немцев при Бжезинах. В декабре 1914 года по приказу Вильгельма II он отправился в Познань, где в качестве бургграфа замка 23 декабря вручил Гинденбургу маршальскую булаву от имени императора. В феврале 1915 года архиепископ Эдвард Ликовский умер, и германский император Вильгельм назначил Чапского своим заместителем на похоронных церемониях в Познани; когда граф прибыл туда, оказалось, что берлинское министерство внутренних дел изменило решение монарха: Чапский, как поляк, был бы неподходящим представителем императора, поэтому прусский министр культуры был делегирован в Познань, а граф было разрешено действовать только как бургграф замка. Это был первый признак того, насколько мал был тогда охват власти Вильгельма II — Чапский, к сожалению, этого не понимал.
В апреле 1915 года рейхсканцлер Теобальд фон Бетманн-Гольвег отправил Богдана Чапского с секретной миссией в Рим, чтобы поговорить с хорошим другом графа, премьер-министром Джолитти — идея состояла в том, чтобы отвлечь Италию, до сих пор нейтральную, от вступления в войну на стороне Антанты. Миссия Чапского была обречена на провал, поскольку итальянцы в обмен на сохранение нейтралитета потребовали от Австрии передать им Южный Тироль через Австрию, а Австрия была в этом вопросе неумолима.

### Немцы входят в Варшаву
5 августа 1915 года немецкие войска вошли на левый берег Варшавы. Согласно пожеланию рейхсканцлера Теобальда фон Бетмана, Богдан Чапский вместе с представителями организованной в 1914 году в Калише немецкой «Гражданской администрации левобережных территорий Вислы» находился на передовой, и ему было поручено сообщить городскому совету, что «союзные императоры» заняли город. Благодаря его вмешательству оккупационные власти утвердили князя Здислава Любомирского исполняющим обязанности мэра города. Чапский, осознавая свое новое положение значительного посредника между немецкими властями и поляками, арендовал дворец Потоцких в Краковском предместье под резиденцию, где мог устраивать представительные собрания (кроме всего, владелец дворца Юзеф Миколай Потоцкий, подданный России, был его хорошим другом, и немецкие власти хотели устроить во дворце офицерское казино, поэтому Чапский хотел сохранить здание для своего друга).

### Сотрудничество с Гансом Безелером
25 августа 1915 года генерал Ганс Гартвиг фон Безелер, отца которого, профессора права, Богдан Чапский знал со студенческих лет, стал генерал-губернатором оккупированной немцами Царства Польского. Безелер не был против стремления Польши к независимости, но видел будущее Польши (разумеется, Польши без Познани, Силезии и выхода к морю, но, возможно, с Вильнюсом и, может быть, даже с литовским Минском) только в тесном союзе с Германской империей и при правление одного из германских князей. Настоящей, ближайшей целью немцев было как можно скорее создать польскую армию из новобранцев в Царстве Польском, которая бы сменяла немецкие силы на Восточном фронте. В администрации Ганса Безелера Богдан Чапский по приказу императора стал генеральным советником по польским делам. С самого начала этой деятельности он пытался обратить внимание губернатора на необходимость назначения местных поляков на должности губернаторов губерний и повятов, но тщетно — эти должности занимали немцы и это государство просуществовало почти до конца войны.
2 ноября 1915 года Ганс Гартвиг Безелер назначил Богдана Чапского куратором университета и Варшавского технологического университета. Оба университета с русским языком обучения были закрыты царскими властями в начале войны, теперь им предстояло возродиться как польские университеты. После двух месяцев кураторской деятельности Чапскому удалось в тесном сотрудничестве с ректорами Варшавского университета Юзефом Брудзинским и Технологического университета Зигмунтом Страшевичем подать сигнал о начале работы в обоих университетах. В том же году граф получил на попечение оставленные русскими архивы Царства Польского. Русские чиновники из провинции бежали вместе с армией, только в столичном Центральном архиве исторических записей еще имелся остаточный персонал, в основном поляки. В сотрудничестве с более просвещенными прусскими и отчасти австрийскими архивистами Богдану Чапскому удалось защитить польские архивы от покушений Берлина, который хотел завладеть всеми документами, касающимися прусского правления в Польше после Третьего раздела Речи Посполитой. К заслугам графа относится и получение от властей разрешения на первую после 1830 года патриотическую демонстрацию 3 мая 1916 года, в которой приняли участие огромные толпы варшавян. Впервые с 1831 года в столице появились бело-амарантовые польские национальные флаги.

### В так называемом Королевстве Польском

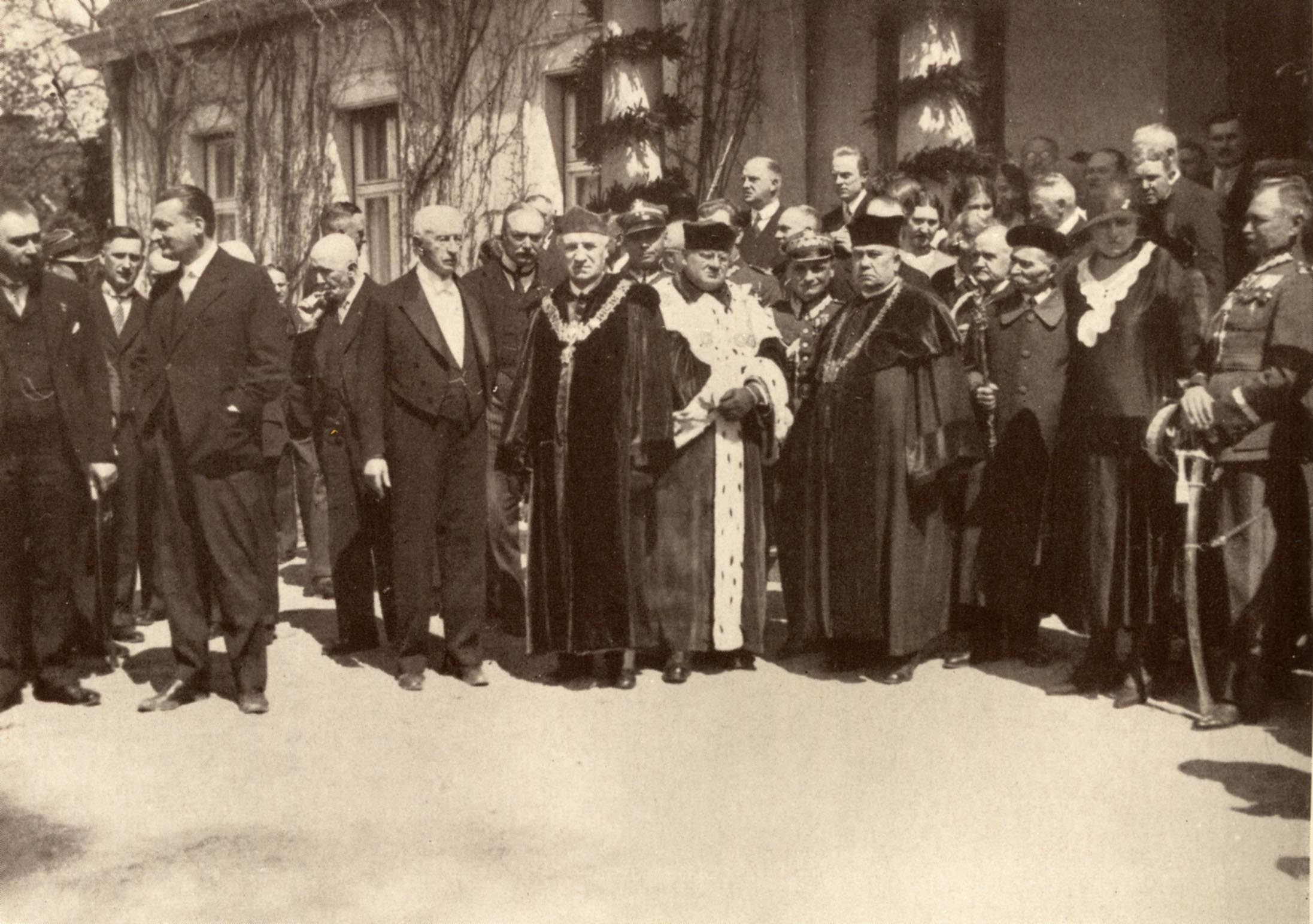
Богдан Чапский (во фраке) с ректорами Варшавских университетов в Смогульце, 13 мая 1931 года, второй слева Эмерик Август Гуттен-Чапский

5 ноября 1916 года немецкие и австро-венгерские оккупационные власти объявили о создании «независимого» Королевства Польского. Акт прокламации был прочитан в Колонном зале Королевского замка в Варшаве, польский текст читал Богдан Чапский (как отметила княгиня Мария Любомирская, «имел хорошую дикцию, но польский перевод текста был роковым»). Раньше, 13 июня 1916, германский кайзер Вильгельм II во время аудиенции, предоставленной Богдану Чапскому, подтвердил свои обещания по поддержке независимости Польши, но конкретизировал в то же время некоторые требования: присоединение Калиша по Пруссии, командование германского императора над польскими войсками, общая внешняя политика с рейхом, передачу железных дорог в Польше под администрацию Deutsche Reichsbahn. Он не упомянул ни Вильнюс, ни Минск. Чапский до конца полагался на обещания императора, но он не был так хорошо информирован, как раньше, и не знал, что император Вильгельм II уже не обладал реальной властью — она была в руках Гинденбурга и Людендорфа, генерального штаба, который требовали от новой Польши гораздо большего, очередного раздела, «санитарного кордона» из приграничных с Пруссией районов, охватывающих примерно 1/3 площади Царства Польского, и стали поддерживать Литовский национальный комитет, созданный в оккупированных немцами Каунасе, который требовал Вильнюса для Литвы. Не зная всего этого, Богдан Чапский продолжал действовать в духе польско-германского соглашения, как он его понимал: он пытался предотвратить преждевременную вербовку в только что возникший Polnische Wehrmacht, о чем хотели объявить перед передачей важных министерств и административных функций поляки — протестовали против Брестского мира — все напрасно. Он был назначен комиссаром при Регентском совете, настоящим тайным советником, но после ухода его друга Бетман-Гольвега с поста канцлера (1917 г.) Берлин игнорировал его мнения и донесения — Чапский не справился, например, не допустить, чтобы Пилсудский и Соснковский поселились в крепости в Магдебурге (это решение Беселера сильно охладило отношения между графом и губернатором.) Он часто обращался к императору за личным вмешательством в разные дела, но не получал ответа.
9 ноября 1918 года княгиня Здзиславова Любомирская записала в своем дневнике: «Вечером узнает от Чапского, который приезжает во Фраскати весь дрожащий с Жихлинским, что революция разразилась в Берлине. Эберт стал канцлером (если не самым добрымЛедебуром), император Вильгельм уже простился со своим престолом»"
24 ноября 1918 года Богдан Гуттен-Чапский покинул Варшаву и отправился в свои поместья в Познани. 30 ноября было опубликовано объявление императора Вильгельма, в котором он освободил своих офицеров и чиновников от присяги на верность. Мир Чапского лежал в руинах.

## В независимой Польше
Некоторое время Богдан Чапский поддерживал дружеские отношения с влиятельными фигурами еще до Первой мировой войны — он снимал 14-комнатную квартиру в центре Берлина рядом с проспектом Унтер-ден-Линден, где несколько лет жил с бывшим канцлером Бетманн-Хольвегом, ездил в Рим, где посещал различных старых политиков, таких как бывший канцлер Второго рейха Бюлов (до того, как он опубликовал свои мемуары, в которых клеветал на Чапского), или старых кардиналов времен Льва XIII, но в конце концов он свернул все дела в Германии и вернулся в Смогульц.
Будучи бездетным и до недавнего времени связанным с ненавистным прусским государством, Чапский боялся конфискации имущества. Именно поэтому в 1922 году он усыновил дальнего родственника, 25-летнего Эмерика Августа Чапского, сына Кароля, а с 1924 года стал ходатайствовать перед польскими властями о роспуске Смогулецкой ординации. Через шесть лет усилия увенчались успехом, и Смогулецкая ординация была преобразована в Фонд поддержки польской науки, основные средства которого должны были быть направлены на развитие университета и Варшавского технологического университета, подопечных Чапского во время Первой мировой войны. Граф перевез туда 2683,4 га своего имущества и господский дом, который должен был стать домом для творчества и отдыха профессоров обоих университетов. Он также финансировал скипетры и цепи для их настоятелей.
В 1931 году, во время празднования своего 80-летия, Богдан Гуттен-Чапский получил звание почетного доктора обоих университетов. Поздравительные письма ему прислали в том числе Президент Игнаций Мосцицкий и примас Август Хлонд. Из письма Ппримаса собравшиеся узнали, что Папа Римский наградил юбиляра Большим крестом ордена Святого Григория Великого.
С середины 1920-х годов и до своей смерти Чапский возглавлял Ассоциацию польских рыцарей Мальты, польскую организацию Мальтийского ордена, к которому Силезский союз принадлежал с 1880 года и бальи которого он был с 1925 года. Кроме того, он посвятил много лет написанию своих мемуаров, написанных на немецком языке и появившихся за год до его смерти, как в польском, так и в немецком переводе. Он умер в больнице сестер Эльжбетанек в Познани. Похоронен рядом с родителями в склепе приходской церкви в Смогулце. Он передал в дар богатую коллекцию книг и огромный архив переписки (несколько тысяч писем) в музей имени Эмерика Гуттена-Чапского в Кракове.
Фонд Чапского просуществовал недолго. В 1939 году Смогулец был оккупирован немцами и поселили там своего treuhänder (доверенное лицо).
В 1945 году его усадьба в Смогульце вместе с богатой библиотекой сожгли красноармейцы. Позже наступила аграрная реформа так называемой «народной власти». Несмотря на то, что после войны Совет Фонда возобновил свою работу, фонд был ликвидирован. Из ее имущества был создан ПГР, сотрудники которого разместились в уцелевшем от пожара флигеле.
В 1993 году тогдашние ректоры Варшавского университета и Варшавского технологического университета обратились к премьер-министру Ханне Сухоцкой с просьбой возобновить деятельность Фонда. Им ответили, что это невозможно из-за отсутствия правовой базы. В 2011 году ректор Политехникума вместе с наследницей Чапского художницей Изабеллой Годлевской де Аранда вновь предприняли попытку возродить Фонд, значительная часть бывших земель которого по сей день остается в распоряжении Государственного агентства аграрной недвижимости. Письма к депутату Малгожате Кидаве-Блоньской, министру науки Барбаре Кудрицкой и в Канцелярию президента остались без ответа.

## Ордена и награды
- Большая лента Ордена Возрождения Польши (10 ноября 1933 г.)[3]
- Бальи Креста Великой Чести и Преданности (Мальтийский Орден)[3]
- Рыцарь справедливости (профессор Мальтийского ордена)[3]
- Большой крест ордена Святого Григория Великого (Ватикан)[3]
- Большой крест ордена Короны Италии (Италия)
- Командор Ордена Славы (Тунис)[3]
- Кавалер Ордена Красного Орла 4 степени (Пруссия)[3]
- Железный крест (Пруссия)
- Кавалер Ордена Почетного легиона (Франция)[3]
- Кавалер Оредна Саксен-Эрнестинского дома (Саксония)[3]
- Кавалер Ордена Железной Короны (1892 г., Австро-Венгрия)
- Кавалер Ордена Франца Иосифа (Австро-Венгрия)[3]
- Кавалер Марианского Креста (Австрия)[3]
- Кавалер Серебряного Креста Пилигримма (Кустодия Святой Земли)

## Мнения современников
За исключением его ближайших друзей, в основном немцев и итальянцев, Богдан Гуттен-Чапский вообще не любил своих современников. Патриотические польские круги видели в нем главным образом «германизированного поляка» и германофила, а националистические берлинские круги — нераскаявшегося клерикала и поляка, которому нельзя полностью доверять (бывший канцлер Бернхард фон Бюлов, когда-то сотрудник посольства в Париже, писал о нем в своих мемуарах как о лживом интригане) и заподозрил его в шпионаже в пользу Ватикана. Княгиня Мария Любомирская, жена Здислава Любомирского, также плохо отзывалась о нем в своих мемуарах: (…) граф Гуттен-Чапский, человек хороший, но трусливый, онемеченный придворный, типа Менелая; (…) Франия Квилецкая дает крошечный ужин в клубе с Чапским, иссохшим Менелаем; (…) Чапский, истеричный придворный с трусливой подкладкой; (…) Меня позабавил испуганный вид Чапского, якобы после укуса осы в зад; так далее.
Лучшего мнения о нем дал Влодзимеж Дворжачек, служивший в свое время графу, и автор биографии Чапского в «Польском биографическом словаре», написанной через год после его смерти: «искренний католик, прогрессивный, характеризовавший необычайной подвижностью и трудолюбием, и разнообразием интересов… его воспоминания, оглашенные еще при его жизни, являются свидетельством редкой гражданской прямолинейности и мужества».
Гуттен-Чапский описал свой профиль во вступлении к «60 лет…»: дворянское происхождение, польское гражданство, прусское гражданство, католическое вероисповедание, либеральные политические взгляды, экономическая независимость, космополитическое образование, радость жизни, стремление к знаниям, готовность работа и путешествия были решающими элементами в моей долгой жизни".